# Łochowo (wieś)

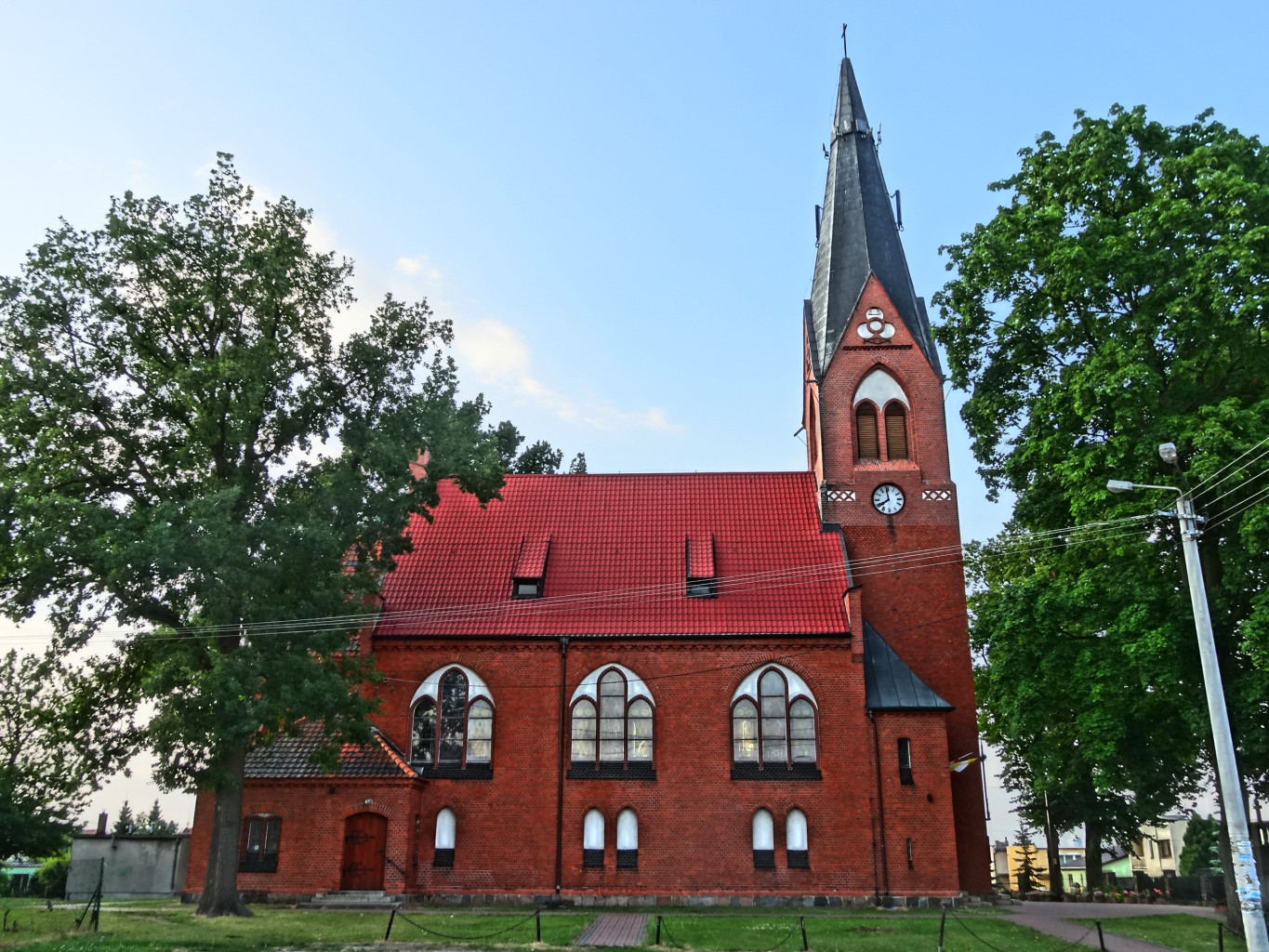
Kościół pw. św. Kazimierza

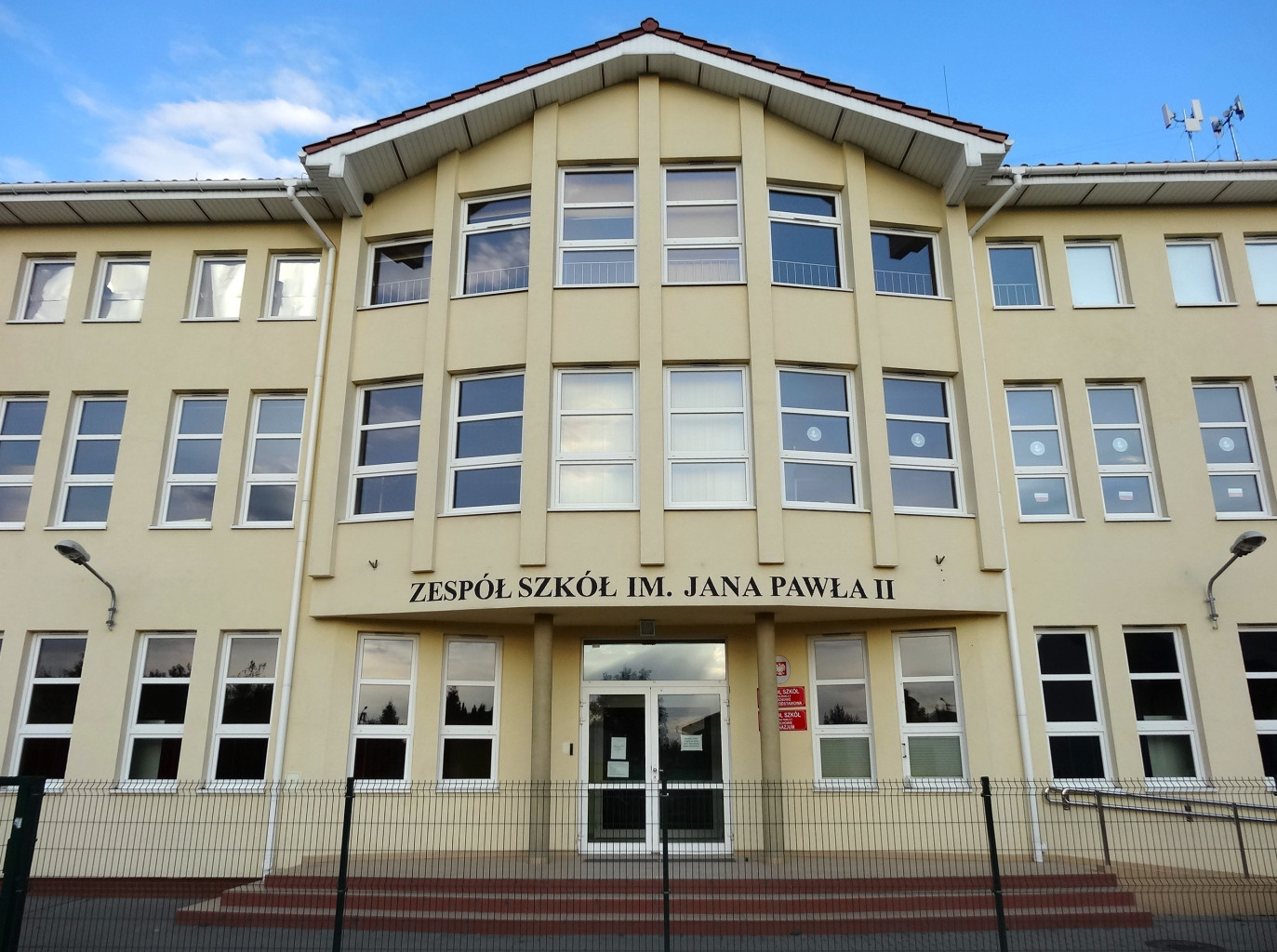
Szkoła Podstawowa im. Jana Pawła II

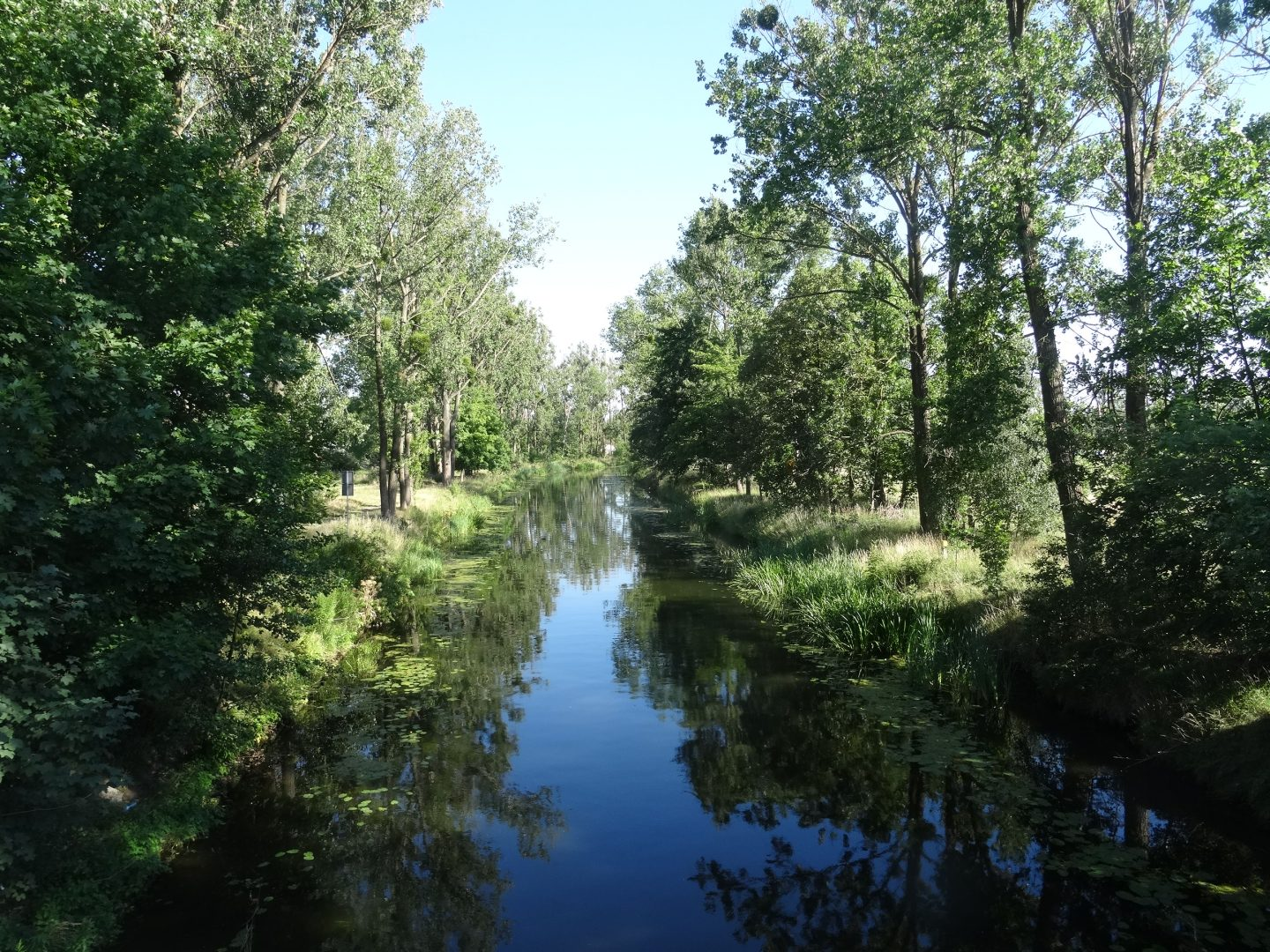
Kanał Górnonotecki w Łochowie

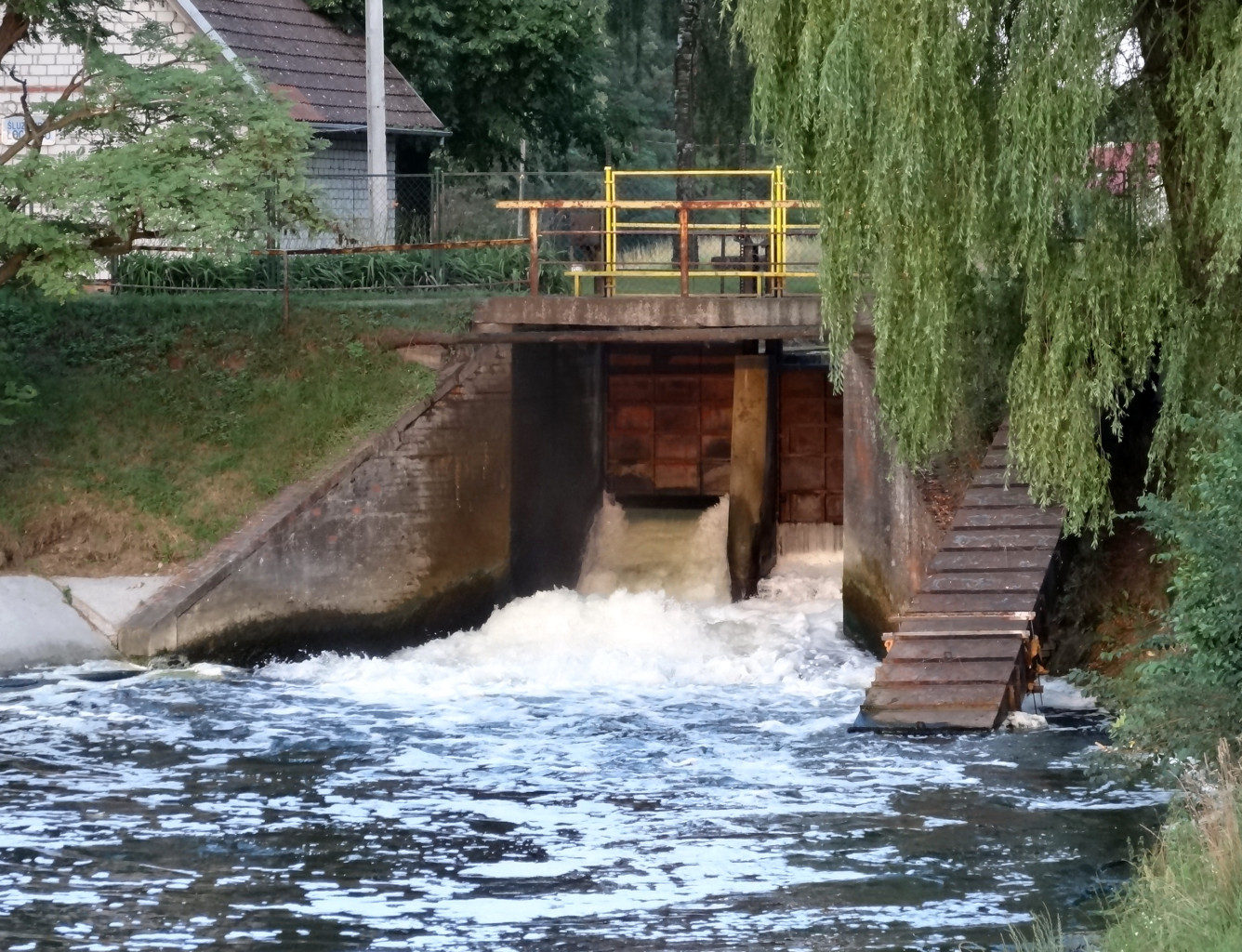
Śluza Łochowo

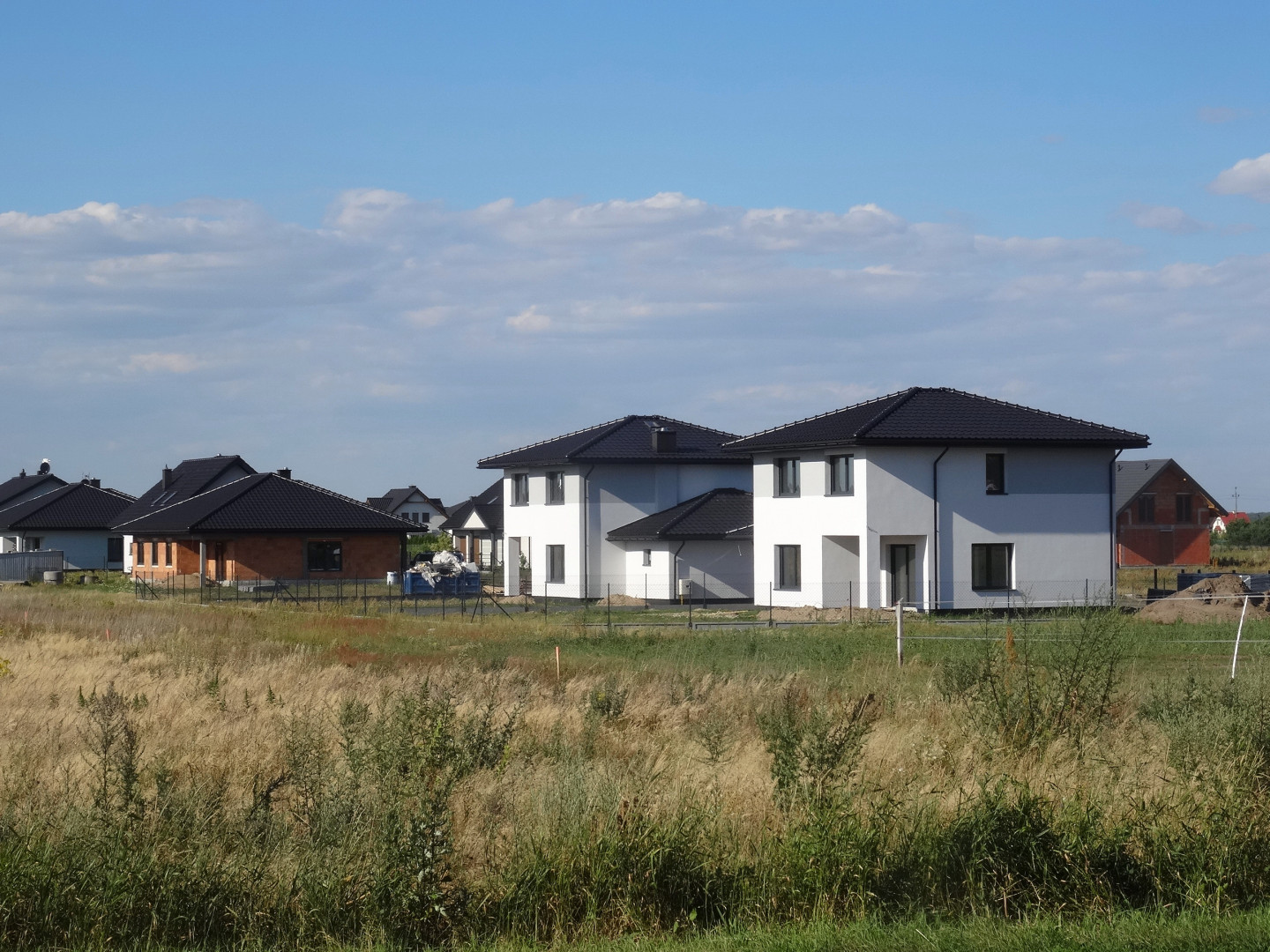
Zabudowa

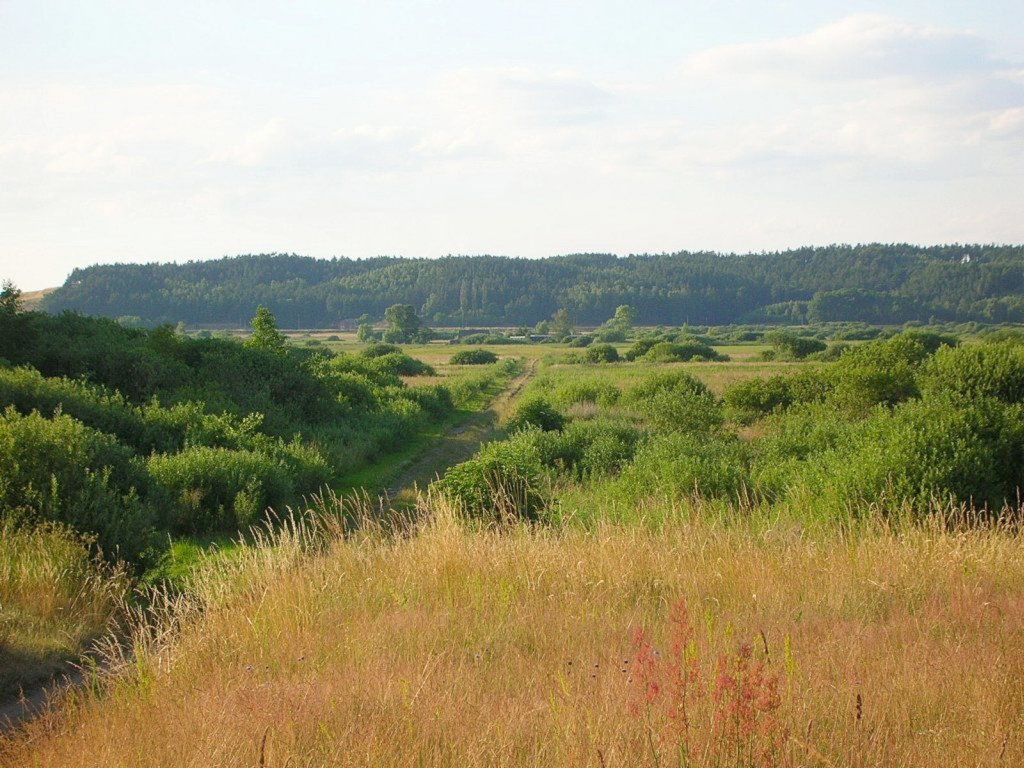
Widok z Łochowa w kierunku Doliny Kanału Bydgoskiego

Łochowo (niem. Lochowo) – wieś w Polsce, położona w województwie kujawsko-pomorskim, w powiecie bydgoskim, w gminie Białe Błota, na zachód od Bydgoszczy, przy drodze nr 1926 do Nakła.
W latach 1954–1959 wieś należała i była siedzibą władz gromady Łochowo, po jej zniesieniu w gromadzie Białebłota. W latach 1950–1998 miejscowość administracyjnie należała do województwa bydgoskiego.

## Nazwa
Nazwa miejscowości jest wieloznaczna. Między innymi „łocha” znaczy maciora, „łochynie” – rodzaj włochatej rośliny, „łochła” – zimowe legowisko niedźwiedzia.

## Położenie
Łochowo jest wsią usytuowaną na zachód od Bydgoszczy, w gminie Białe Błota. Od zachodu graniczy z Łochowicami, od wschodu poprzez Kanał Górnonotecki z wsią Lisi Ogon, od południa z Puszczą Bydgoską, zaś od północy z Kanałem Bydgoskim.
Pod względem fizyczno-geograficznym Łochowo leży w obrębie Pradoliny Toruńsko-Eberswaldzkiej w mezoregionie Kotlina Toruńska i mikroregionie Terasa Łochowska (IX terasa 66–69 m n.p.m.).

## Charakterystyka
Łochowo to wieś sołecka o bogatych tradycjach osadniczych sięgających XVI wieku. Obecnie ma charakter wsi podmiejskiej, położonej 2,5 km od granic Bydgoszczy. Miejscowość od lat 90. XX wieku wykazuje dużą dynamikę rozwoju, czerpiąc z bliskości Bydgoszczy znaczne impulsy rozwojowe. Dominujący sposób użytkowania to mieszkalnictwo wraz z zespołami handlu i usług nakierowanych na zaspokojenie potrzeb miejscowych. Zabudowa na terenach rolnych wzdłuż Kanału Bydgoskiego posiada walory historyczne i krajobrazowe.
Północną granicą wsi jest zbocze Doliny Kanału Bydgoskiego, a od południa przylega do Puszczy Bydgoskiej. Przez wschodnie obrzeża miejscowości przepływa Kanał Górnonotecki. Został on zbudowany w 1774 r. początkowo zasilając jedynie w wodę Kanał Bydgoski. Od 1882 r. jest również fragmentem kanału żeglownego łączącego jezioro Gopło z drogą wodną Wisła-Odra. W pobliżu Łochowa znajdują się dwie śluzy na kanale: VII Łochowo i VIII Lisi Ogon, o wysokości podnoszenia 3,1 m każda. Wieś przecina droga powiatowa łączącą Nakło nad Notecią z Bydgoszczą. W centrum znajduje się kościół rzymskokatolicki zbudowany w 1902 r., który jest siedzibą parafii św. Kazimierza.
Miejscowość dysponuje również Zespołem Szkół im. Jana Pawła II, ośrodkiem zdrowia, domem kultury, OSP, pocztą, sklepami oraz przedsiębiorstwami (np. Vitroflora). Działalność rolnicza posiada znaczenie drugorzędne. Na terenie Łochowa funkcjonuje tylko 7 gospodarstw rolnych powyżej 1 ha. W miejscowości funkcjonują dwa kluby sportowe: KS „Łochowo” oraz Uczniowski Klub Sportowy. W klubach działają m.in. sekcje piłki nożnej, koszykowej i gimnastyki sportowej. Bazę sportowo-rekreacyjną stanowi boisko sportowe i sala gimnastyczna.
W Łochowie działa Wiejski Ośrodek Kultury, w którym spotyka się i działa zespół folklorystyczny „Łochowianie”. Wielopokoleniowy zespół folklorystyczny wraz z kapelą obchodził w 2002 roku jubileusz dwudziestolecia swojego istnienia. Zespół jest laureatem wielu nagród i wyróżnień na festiwalach regionalnych i krajowych. Potrzeby czytelnicze realizuje istniejąca od 1955 r. biblioteka.
W skład wsi wchodzą wyodrębnione przestrzennie części o nazwach: Za Kanałem i Nad Łąkami. Pierwsza z nich stanowi wybudowanie powstałe w okresie budowy Kanału Górnonoteckiego, a druga niewielką osadę o rolniczym charakterze.

### Zabytki
Wśród obiektów zabytkowych na terenie Łochowa można wymienić: kościół pw. św. Kazimierza (murowany z czerwonej cegły, zbudowany w 1902 r.), śluza „Łochowo”, cmentarz katolicki, zespół dworsko-parkowy oraz zespół folwarczny.

### Rekreacja
Zapleczem rekreacyjnym Łochowa jest Puszcza Bydgoska otaczająca miejscowość od południa oraz rozlegle łąki w Dolinie Kanału Bydgoskiego. Ścieżki spacerowe wiodą również wzdłuż Kanału Górnonoteckiego.
Przez Łochowo przebiega  szlak turystyczny „Nadnotecki” wiodący od bydgoskich Prądów przez Tur, Nakło nad Notecią i dalej na zachód wzdłuż Noteci.
W styczniu 2020 przystąpiono do budowy 6,22-km drogi rowerowej do Kruszyna Krajeńskiego przez Drzewce i Murowaniec, wraz z stalową kładką nad Kanałem Gónonoteckim między ulicami Laskową i Niedźwiedzią. Koszt inwestycji to prawie 7,8 mln zł. Ważąca 20 ton stalowa konstrukcja o długości 30 metrów zawisła nad kanałem 29 maja 2020. 
Również w 2020 otwarto przystań kajakową przy ul. Lamparciej, na Kanale Górnonoteckim.

## Historia

### Prehistoria
Ślady osadnictwa na terenie Łochowa pochodzą z okresu środkowej epoki kamiennej (6 tys. lat p.n.e.), wkrótce po ustąpieniu lodowca. Głównym zajęciem tutejszej ludności było rybołówstwo oraz kopieniactwo. O rybołówstwie świadczą narzędzia kultury maglemoskiej z wykopalisk koło Lisiego Ogona, które znajdują się w zbiorach Muzeum Okręgowego w Bydgoszczy. Obozowiska zakładano nad brzegami rzek, na terenach podmokłych, co odpowiada warunkom topograficznym Łochowa, w tej epoce położonego nad zalaną wodami Pra-Wisły Doliną Kanału Bydgoskiego. Obfitość ryb uzasadniała dominująca rolę rybołówstwa w zaopatrzeniu w żywność ówczesnej ludności, z przewagą nad rolnictwem i myślistwem. Łowiono na ogół z dłubanych czółen za pomocą ości i innych ostrych narzędzi. Najbardziej pospolitą rybą poławianą w wodach śródlądowych był szczupak. W późniejszym okresie o wyżywieniu zaczęło decydować myślistwo, pasterstwo i rolnictwo.

### Okres staropolski
Wieś Łochowo, należąca do starostwa bydgoskiego została odnotowana w źródłach pisanych w 1520 roku. Wieś królewska starostwa bydgoskiego położona była w końcu XVI wieku w powiecie bydgoskim województwa inowrocławskiego. Istniał tu folwark, całkowicie zniszczony w czasie potopu szwedzkiego i jeszcze w 1673 r. niemal opuszczony. W 1681 roku we wsi mieszkało pięciu chałupników, którzy płacili czynsz roczny w kwocie 50 florenów oraz świadczyli pańszczyznę 24 dni w roku we żniwa. Przed wojną północną mieszkało w Łochowie 6 rodzin chłopskich, karczmarz i owczarz, który posiadał 600 owiec. Od 1712 do 1717 roku folwark całkowicie opustoszał. Ludność wiejska pod wpływem ciężarów spowodowanych wojną ratowała się ucieczką, bądź też pozostała na miejscu, ale była tak zrujnowana, że nie mogła płacić podatków. Odbudowa gospodarcza wsi rozpoczęła się ok. 1720 r. W 1744 r. z kontraktu wójta bydgoskiego, mieszkało tu 5 rodzin, owczarz oraz kołodziej. We wsi istniała karczma, w której szynkowano m.in. piwo bydgoskie oraz gorzałkę. Chłopi mieli obowiązek odprawiać szarwark 12 dni rocznie na rzecz wójta bydgoskiego. W roku 1765 na 11 włókach było w Łochowie już 13 gospodarzy (olędrów), którzy dzierżawili wieś z kontraktu wójta bydgoskiego Maurycego Brühla. Tym samym nastąpiła częściowa parcelacja folwarku starościńskiego. W kontrakcie mieli zastrzeżone prawo chowania inwentarza, budowania się i pobierania z lasów starościńskich drzewa na opał. Płacili rocznie czynsz, gajowe, pogłówne i hibernę, w sumie 953 zł polskich. W inwentarzu podane są także granice osady, które biegły „od folwarku Chwała Bogu zwanego po błota graniczne z Pawłówkiem, a dalej aż do granic z Gorzeniem, Murowaniem i krasińskiemi wsiami”.
Przejście Łochowa w 1772 roku pod władzę pruską z chwilą I rozbioru Polski, w sposób drastyczny ograniczyło przedłużenie kontraktów, a co za tym idzie, zamieranie osadnictwa olęderskiego.
Według informacji z katastru fryderycjańskiego z 1773 roku w Łochowie, określonym jako wieś wójtostwa bydgoskiego, mieszkało 110 osób, w tym 13 gospodarzy i 6 komorników, którzy za mieszkanie i wyżywienie pracowali u właściciela.

### Okres zaborów
W latach 1773–1774 na północ od wsi wybudowano Kanał Bydgoski, zaś na wschód od niej kanał zasilający. Materiały do budowy (np. kamienie) pozyskiwano m.in. z pól i lasów przylegających do Łochowa.
W 1816 r. wieś posiadała 21 domów i 121 mieszkańców. W latach następnych nastąpił rozwój Łochowa, większy niż sąsiednich wsi. Napływali bardzo licznie koloniści niemieccy, którzy korzystali z pomocy finansowej państwa pruskiego. W rezultacie postępowała niekorzystna z polskiego punktu widzenia zmiana oblicza narodowościowego ludności w całym zresztą regionie bydgoskim. Zamieszkujący Łochowo koloniści niemieccy nie przybywali tu bezpośrednio z Niemiec, lecz z terenów położonych w dolinie Noteci, głównie na południe od Łochowa, gdzie osadnictwo niemieckie pojawiło się wcześniej.
Łochowo w XIX wieku to wieś czynszowa otoczona od południa lasem, a od północy otwarta na rozległe łąki nad Kanałem Bydgoskim. W I połowie XIX wieku miejscowość składała się ze wsi, leśnictwa, osady i stolarni. Do 1858 roku dokonano uwłaszczenia gospodarstw chłopskich. We wsi najlepiej rozwijała się hodowla owiec, w mniejszym stopniu krów, świń, wołów i koni. W II połowie XIX w. hodowla owiec poważnie zmalała kosztem zwiększenia pogłowia trzody chlewnej i bydła rogatego. Jako siłę pociągową wykorzystywano woły, w mniejszym stopniu konie.
Spis miejscowości rejencji bydgoskiej z 1833 r. podaje, że we wsi mieszkało 177 osób (167 ewangelików, 10 katolików) w 25 domach. Według opisu Jana Nepomucena Bobrowicza z 1846 r. wieś Łochowo należało do rządowej domeny bydgoskiej. We wsi istniała filialna świątynia ewangelicka. Kolejny spis z 1860 r. podaje, że we wsi Łochowo mieszkało 293 osób (268 ewangelików, 25 katolików) w 36 domach. Dodatkowo w osadzie Patzerie mieszkało 12 ewangelików. Miejscowość należała do parafii katolickiej i ewangelickiej w Bydgoszczy. Z kolei Słownik geograficzny Królestwa Polskiego dla roku 1884 podaje 661 mieszkańców, w tym 585 ewangelików i 31 katolików. Przytłaczającą większość stanowiła ludność niemiecka, a około trzecią cześć mieszkańców stanowili analfabeci.
W 1850 r. w Łochowie zaczęła funkcjonować jednoizbowa szkoła ewangelicka, którą w 1906 roku rozbudowano. W 1902 r. w centrum wsi wybudowano kościół z plebanią. Pierwotnie ewangelicki, po 1945 r. został przekazany katolikom. Życie religijne katolików przed wojną skupiało się wokół miejscowej szkoły, gdzie odprawiane były nabożeństwa. Posługę liturgiczną zapewniała parafia w Rynarzewie, a po włączeniu do Polski ksiądz katolicki przyjeżdżał z bydgoskiego Czyżkówka.
Do końca okresu pruskiego Łochowo było miejscowością około dwa razy większą od sąsiednich Białych Błót.

### Dwudziestolecie międzywojenne
20 stycznia 1920 roku wieś weszła w skład odrodzonej Rzeczypospolitej. W ramach powiatu bydgoskiego powołano gminę Bydgoszcz Nadleśnictwo zwaną również Bydgoszcz-Wieś, złożoną z 12 gromad wiejskich, m.in. gromady Łochowo. Według spisu z 1921 r. we wsi wraz z osadą Pacery znajdowały się 130 budynków, w których mieszkało 612 osób, z czego 112 Polaków (106 katolików) i 500 Niemców. 80% ziemi należało do Niemców.
W latach 20. z miejscowości wyjechało wielu Niemców, a na ich miejsce napływali Polacy. Zmieniał się więc skład narodowościowy, jednakże aż do 1945 r. Łochowo charakteryzowało się stosunkowo dużym odsetkiem ludności niemieckiej, gdyż znajdowały się tu: kościół i szkoła ewangelicka, zaś ludność niemiecka miała przewagę nad Polakami pod względem ilościowym i majątkowym. Kierownikiem polskiej szkoły był Kazimierz Paszkiewicz, dziadek Radosława Sikorskiego. Miejscowi Polacy prowadzili działalność środowiskową, w czym pomocne były organizacje społeczne: Towarzystwo Powstańców i Wojaków, Kółko Włościanek, Towarzystwo Rolników Polskich, Związek Młodzieży Ludowej, oddział Ochotniczej Straży Pożarnej (od 1924).
W okresie międzywojennym w Łochowie było sporo gospodarstw wysokotowarowych oraz rzemieślników: stolarze, kowale, szewcy, kołodziej, murarz, piekarz, rzeźnik. Funkcje sołtysa pełnili w okresie międzywojennym Franciszek Trzciński, Izydor Piasek i Stefan Szefliński – od 1932 r.
Szkoła w Łochowie po 1920 r. miała 3 klasy, ok. 100 uczniów (także z Drzewc) i charakter ewangelicki. Od 1924 r. była szkołą parytetyczną (polsko-niemiecką). Jednocześnie zlikwidowano szkołę w Łochowicach, zwiększając liczbę dzieci polskich w szkole łochowskiej.
W 1938 r. powierzchnia wsi Łochowo liczyła 742 ha. Mieszkało tu 266 Polaków i 409 Niemców. Udział procentowy ludności niemieckiej (60%), przekraczał znacznie średnią dla powiatu bydgoskiego wynoszącą około 22%. Obok Ciela Łochowo nazywane było „twierdzą niemczyzny” w powiecie bydgoskim. W przededniu wybuchu II wojny światowej wzrósł rewizjonizm mniejszości niemieckiej, na którą silnie oddziaływała propaganda nazistowska.

### Okupacja niemiecka
W przededniu II wojny światowej w sąsiednich Białych Błotach stacjonował sztab 15 Dywizji Piechoty (dowódca gen. bryg. Zdzisław Wincenty Przyjałkowski) oraz formacje 16 Pułku Ułanów Wielkopolskich im. gen. Orlicza-Dreszera.
4 września 1939 r. w trakcie wycofywania się wojsk polskich doszło w Łochowie, podobnie jak w Murowańcu i Prądkach do dywersji niemieckiej i ostrzeliwania żołnierzy. Z domostw niemieckich strzelano z karabinów, pistoletów i rzucano granaty. Zginęło ok. 20 żołnierzy polskich, których pochowano w pobliskim lesie. W wyniku kontrakcji wojska polskiego zginęło kilkunastu dywersantów. Według niemieckiego historyka Hugo Rasmusa w wyniku strzelaniny zginęło w Łochowie 51 Niemców.
Zajęcie miejscowości przez wojska hitlerowskie i grupy specjalne, składające się głównie z szowinistów niemieckich, zapoczątkowało represje miejscowej ludności polskiej. Łochowo było jednym z najsilniejszych ośrodków Selbstschutzu w powiecie. Jeszcze we wrześniu 1939 r. dokonano we wsi egzekucji 9 Polaków. Dokonano także licznych wysiedleń Polaków z gospodarstw rolnych, bądź domów i mieszkań. Na ich miejsce osiedlano Niemców z Wołynia, krajów nadbałtyckich i Besarabii.
W okresie okupacji niemieckiej 1939–1945 miejscowość wchodziła w skład rejencji bydgoskiej, powiatu bydgoskiego (niem. Landkreis Bromberg), obwodu urzędowego Bydgoszcz-Wieś (niem. Amtsbezirk Bromberg-Land), który składał się z 15 gmin: Białe Błota, Brzoza, Ciele Jachcice, Kruszyn, Lisi Ogon, Łochowice, Łochowo, Murowaniec, Opławiec, Osowa Góra, Prądki, Prądy, Przyłęki i Zielonka.
31 października 1943 roku gmina wiejska Łochowo (niem. Lochau) liczyła 742 ha. Mieszkało tu 526 osób w 144 domach.

### Po II wojnie światowej
Tuż po wyzwoleniu zaczęto już w styczniu 1945 r. organizować władze administracyjne. Na terenie powiatu bydgoskiego utworzono 10 urzędów gminnych, w tym gminę Bydgoszcz-Wieś, docelowo z siedzibą w Białych Błotach. Do gminy tej należało 14 gromad (sołectw): Białe Błota, Brzoza, Ciele, Kruszyn Krajeński, Lisi Ogon, Łochowice, Łochowo, Murowaniec, Opławiec, Osowa Góra, Prądki, Prądy, Przyłęki i Zielonka.
Niemcy byli internowani i zatrudniani w polskich gospodarstwach rolnych. Gospodarstwa poniemieckie zajęli Polacy, którzy przybyli m.in. z kresów wschodnich. W miejscowości uruchomiono trzyklasową szkołę.
W lipcu 1946 r. w Łochowie odbyły się wojewódzkie dożynki z udziałem wojewody pomorskiego Wojciecha Wojewody i starosty bydgoskiego Leona Michalskiego. W 1949 r. poległych żołnierzy podczas dywersji z 4 września 1939 r. przeniesiono na cmentarz w Mąkowarsku.
Podczas reformy samorządowej w 1954 r. zamiast gmin utworzono duże gromady. Powstała wtedy gromada Łochowo obejmująca wsie: Łochowo, Łochowice i Lisiogon. Istniała jednak tylko do 31 grudnia 1959 roku, kiedy zlikwidowano ją wcielając do gromady Białebłota.
W 1955 roku powstały w miejscowości: Kółko Rolnicze i Biblioteka Publiczna. 2 grudnia 1981 roku założono Klub Seniora im. Marii Konopnickiej istniejący do dziś. Pierwszy wodociąg pojawił się we wsi dzięki staraniom mieszkańców dopiero w 1992 r.
Okres powojenny był pomyślny dla rozwoju miejscowości. Ludność wsi w okresie 1970-1997 wzrosła z 0,7 tys. do 1,3 tys. osób. W latach 90. XX w. rozpoczął się gwałtowny proces suburbanizacji okolic Bydgoszczy, których Łochowo były jednym z głównych beneficjentów. W ciągu 20-lecia po 1990 r. liczba mieszkańców miejscowości wzrosła kilkukrotnie osiągając w 2011 roku 3,3 tys. osób. Atrakcyjności osiedleńczej sprzyjały: bliskość komunikacyjna z Bydgoszczą, atrakcyjne przyrodniczo otoczenie oraz niższe ceny działek budowlanych. W 2000 r. przebiegającą przez wieś drogę Bydgoszcz – Nakło poszerzono do 6 metrów. W 2011 obok niej wybudowano ścieżkę rowerową, a 29 maja 2020 nad Kanałem Górnonoteckim zamontowano 15-tonową stalową kładkę dla rowerzystów, będącą fragmentem drogi rowerowej do Kruszyna Krajeńskiego o długości 6,22 km.

## Wspólnoty wyznaniowe
Katolicy na terenie miejscowości do 1920 r. należeli do bydgoskiej parafii farnej, w latach 1920–1933 do parafii Trójcy Świętej w Bydgoszczy, a w latach 1933–1945 do parafii św. Antoniego Padewskiego w Bydgoszczy. W II połowie XIX w. utworzono gminę ewangelicką w Łochowie. W 1902 r. oddano do użytku zbór ewangelicki z pastorówką. W 1946 r. kościół ten przekazany został katolikom i stał się kościołem parafii św. Kazimierza w Łochowie. W strukturze kościoła rzymskokatolickiego parafia należy do metropolii gnieźnieńskiej, diecezji bydgoskiej, dekanatu Białe Błota.

## Ochrona przyrody
We wsi znajdują się następujące pomniki przyrody ustanowione w 1991 roku.
| Nr | Lokalizacja                                | Nazwa                             | Sztuk | Obwody przy powołaniu [cm]   | Zdjęcie |
| -- | ------------------------------------------ | --------------------------------- | ----- | ---------------------------- | ------- |
| 1. | ul. Wierzbowa 1 teren szkoły               | dąb szypułkowy                    | 1     | 310                          |         |
| 2. | ul. Leszczynowa 13 skarpa Pradoliny Noteci | głóg jednoszyjkowy                | 1     | 305                          |         |
| 3. | ul. Leszczynowa 2                          | wierzba biała, 2 wiązy szypułkowe | 3     | 455 290 i 300                |         |
| 4. | cmentarz katolicki                         | 6 dębów szypułkowych              | 6     | 245, 258, 275, 285, 290, 296 |         |
| 5. | śluza Lisi Ogon                            | topola czarna, 3 wiązy szypułkowe | 4     | 422 265, 285, 332            |         |
| 6. | śluza Łochowo                              | dąb szypułkowy wiąz szypułkowy    | 2     | 288 295                      |         |
| 7. | leśnictwo Łochowo oddział leśny nr 84f     | dąb szypułkowy                    | 1     | 395                          |         |

## Statystyka
Poniżej podano wybrane informacje statystyczne dotyczące wsi Łochowo na podstawie Banku Danych Lokalnych GUS.
W 1998 r. we wsi Łochowo mieszkało 1122 osób w 320 gospodarstwach domowych. Narodowy Spis Powszechny 2002 wykazał, że we wsi znajdowało się 1600 osób w 498 gospodarstwach domowych. 8% populacji posiadało wykształcenie wyższe, a 27% – średnie. We wsi znajdowało się 360 budynków ze 418 mieszkaniami, z których prawie połowa posiadała 5 izb lub więcej. Tylko 16% mieszkań pochodziło sprzed 1945 roku, zaś 40% wzniesiono w latach 1989–2002. Ponad 200 domów wzniesiono w Łochowie w latach PRL (1945–1988).
Narodowy Spis Powszechny 2011 odnotował 3414 mieszkańców Łochowa. W 2013 r. działalność gospodarczą prowadziło 532 podmiotów, w tym 471 osób fizycznych, 61 osób prawnych, 19 spółek handlowych. Dominowały firmy niewielkie (0–9 osób). Dwa przedsiębiorstwa zatrudniały powyżej 50 osób, a 10 – w granicach 10–49 osób. W miejscowości zarejestrowanych było 6 stowarzyszeń i organizacji społecznych.
W latach 2008–2013 oddano do użytku 369 mieszkań – wszystkie w budownictwie indywidualnym. Stanowiło to tylko jedną czwartą nowych mieszkań wzniesionych w tym czasie w całej gminie. We wsi znajdowały się: przedszkole gminne oraz punkt przedszkolny (razem 104 dzieci), szkoła podstawowa (430 uczniów) i gimnazjum (162 uczniów).